# Langues régionales ou minoritaires d'Allemagne
 (juillet 2023).
Si vous disposez d'ouvrages ou d'articles de référence ou si vous connaissez des sites web de qualité traitant du thème abordé ici, merci de compléter l'article en donnant les références utiles à sa vérifiabilité et en les liant à la section « Notes et références ».

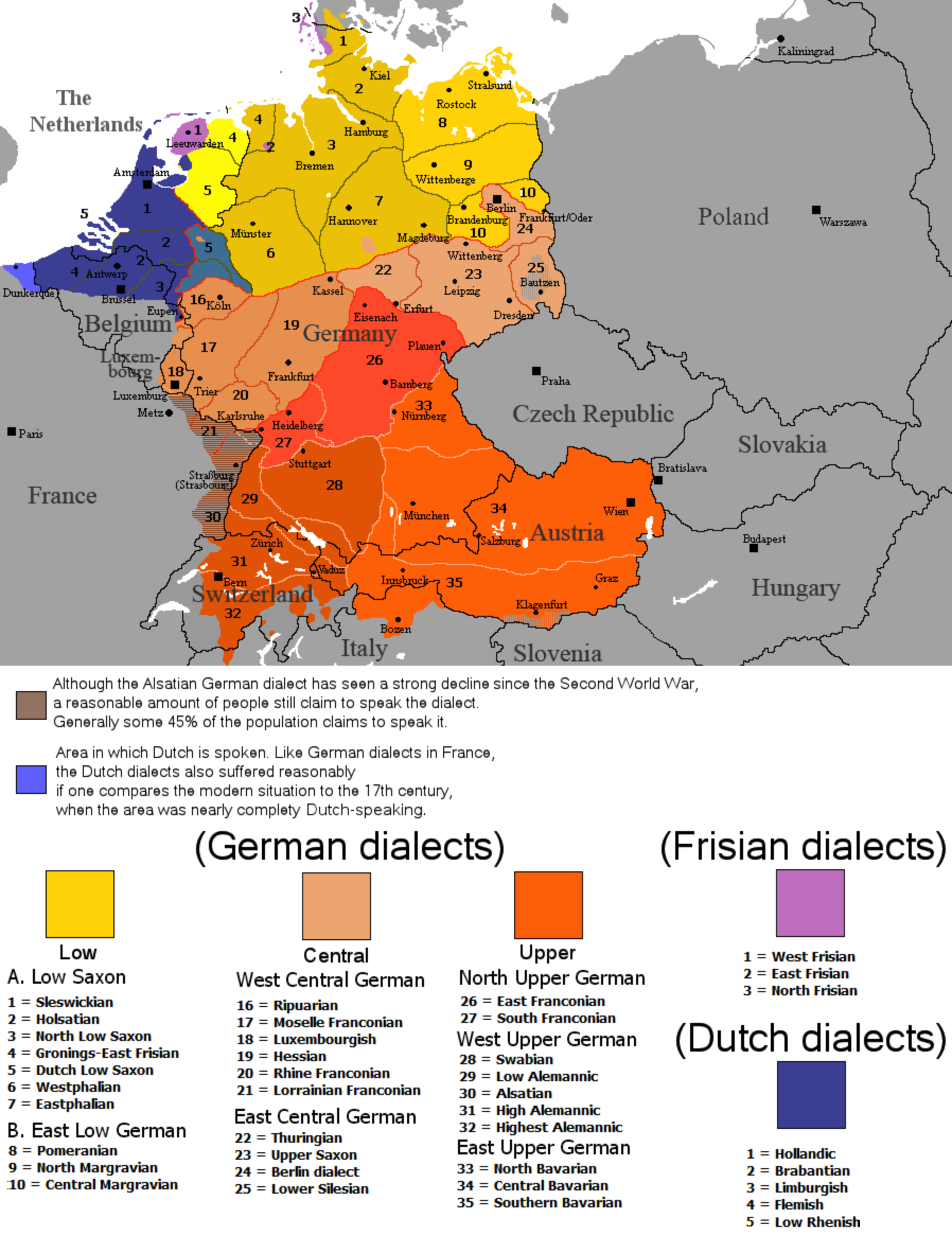

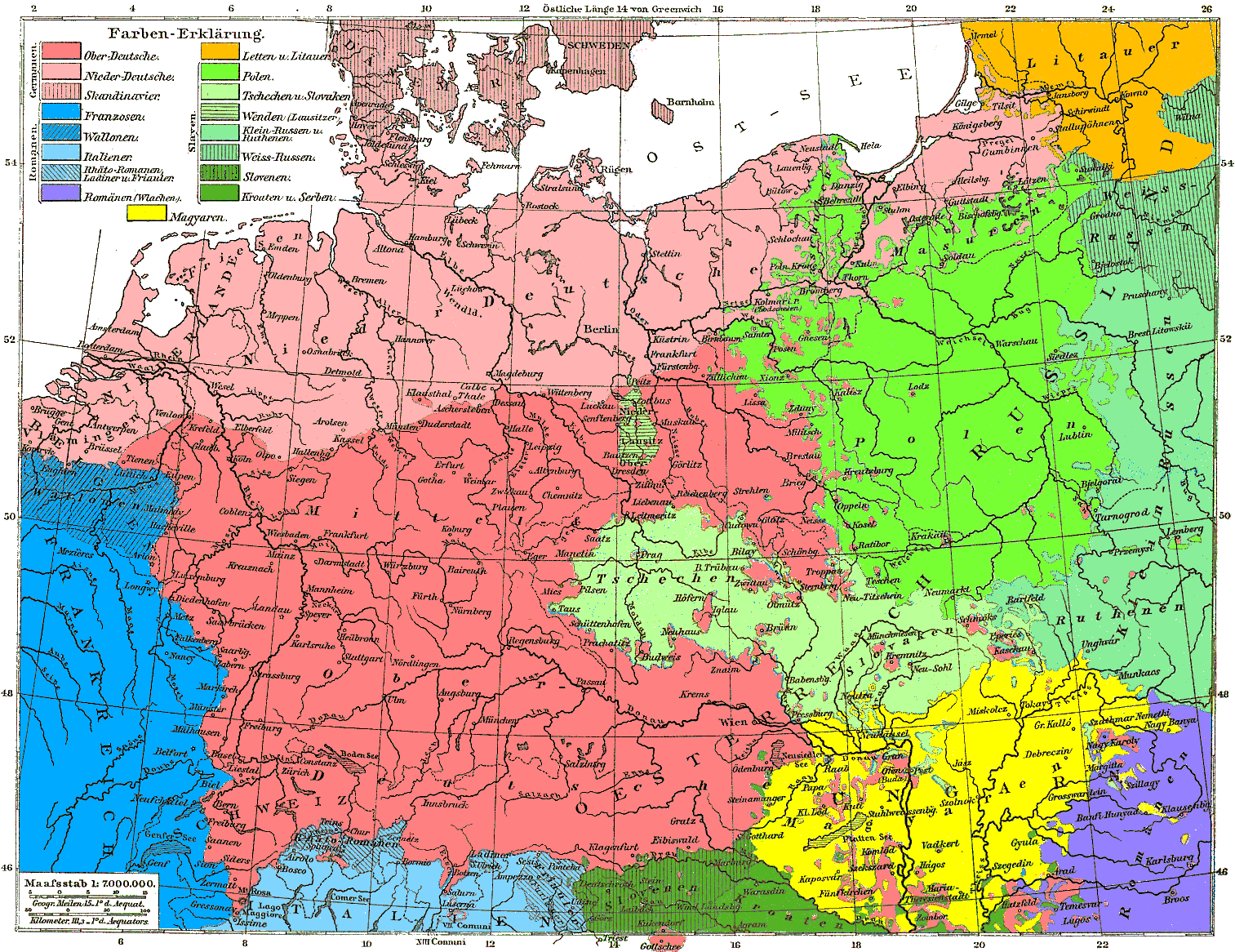
Cartographie linguistiques de l'Allemagne et de ses confins en 1880

L'Allemagne a ratifié le 16 septembre 1998 la Charte européenne des langues régionales ou minoritaires et reconnaît dans ce cadre les langues suivantes :
Langue régionale :
- Bas allemand

Langues minoritaires :
- Danois (parlé au Schleswig-Holstein).
- Deux langues frisonnes : frison oriental (« frison saterois ») et frison septentrional (parlé en Basse-Saxe).
- Romani
- Deux langues sorabes : haut-sorabe et bas-sorabe (parlées en Lusace, est de la Saxe et sud du Brandebourg).